# Bălgarka, Silistra
Bălgarka (în bulgară Българка, în română Brâcima/Brâcima Nouă/Caraorman) este un sat în comuna Silistra, regiunea Silistra, Dobrogea de Sud, Bulgaria. 
Între anii 1913-1940 a făcut parte din plasa Silistra a județului Durostor, România. Lângă localitate a mai existat o așezare (azi dispărută) numită Brâcima-Nouă în timpul administrației românești și Polkovnik Bode în bulgară.

## Demografie
Componența etnică a satului Bălgarka
     Bulgari (97,08%)
     Nicio identificare (2,91%)
     Altele (0%)
La recensământul din 2011, populația satului Bălgarka era de 103 locuitori. Din punct de vedere etnic, majoritatea locuitorilor (97,08%) erau bulgari. Pentru 2,91% din locuitori nu este cunoscută apartenența etnică.